# Młodzikowo
Młodzikowo – osada w Polsce położona w województwie wielkopolskim, w powiecie średzkim, w gminie Krzykosy.
W latach 1975–1998 miejscowość administracyjnie należała do województwa poznańskiego.
Do rejestru zabytków wpisane są: szkoła z pierwszej dekady XX wieku oraz zespół dworski z dworem z 1906 oraz parkiem krajobrazowym z końca XIX wieku.